# Kowiesy (gemeente)
De gemeente Kowiesy is een landgemeente in het Poolse woiwodschap Łódź, in powiat Skierniewicki.
De zetel van de gemeente is in Kowiesy.
Op 30 juni 2004 telde de gemeente 3061 inwoners.
De gemeente beslaat 11,32% van de oppervlakte van powiat Skierniewicki.

## Demografie
Stand op 30 juni 2004:
| Omschrijving                   | Totaal | Totaal | Vrouwen | Vrouwen | Mannen | Mannen |
| ------------------------------ | ------ | ------ | ------- | ------- | ------ | ------ |
| eenheid                        | aantal | %      | aantal  | %       | aantal | %      |
| inwoners                       | 3061   | 100    | 1551    | 50,7    | 1510   | 49,3   |
| bevolkingsdichtheid (inw./km²) | 35,7   | 35,7   | 18,1    | 18,1    | 17,6   | 17,6   |

## Plaatsen
Budy Chojnackie, Chełmce, Chojnata, Chojnatka, Chrzczonowice, Franciszków, Jakubów, Janów, Jeruzal, Wólka Jeruzalska, Kowiesy, Wymysłów, Lisna, Michałowice, Nowy Lindów, Nowy Wylezin, Paplin, Paplinek, Pękoszew, Stary Wylezin, Turowa Wola, Ulaski, Wędrogów, Wola Pękoszewska-Borszyce, Wycinka Wolska, Zawady.

## Aangrenzende gemeenten
Biała Rawska, Mszczonów, Nowy Kawęczyn, Puszcza Mariańska